# Charlotte Voll
Charlotte „Charly“ Voll (* 22. April 1999 in Karlsruhe) ist eine deutsche Fußballtorhüterin. Seit August 2023 ist sie Vertragsspielerin von Bayer 04 Leverkusen.

## Karriere

### Vereine
Voll begann ihre Fußballkarriere bei den Bambini Jungen der FSSV Karlsruhe und spielte dort zehn Jahre. Später spielte Voll mit Zweitspielrecht in den Juniorinnenmannschaften des ASV Hagsfeld und des Karlsruher SC, bevor sie nach Hoffenheim in die U17 wechselte. Als Absolventin der Jugendakademie der TSG 1899 Hoffenheim gab Voll am 31. Oktober 2015 ihr Debüt für deren 2. Mannschaft in der 2. Frauen-Bundesliga gegen Ligakonkurrent Alemannia Aachen. Sie wurde nicht in der 1. Mannschaft eingesetzt, bestritt aber sechs Spiele für die 2. Mannschaft. Die 2. Mannschaft wurde mit Voll 2016 und 2017 jeweils Meister der 2. Bundesliga Süd. 2017 verließ sie den Verein.
Am 19. Juli 2017 gab der französische Division 1 Féminine-Klub Paris Saint-Germain Volls Verpflichtung bekannt, bei dem sie einen Zweijahresvertrag unterschrieb. Mit Katarzyna Kiedrzynek und Christiane Endler vor ihr in der Rangfolge der A-Mannschaft verbrachte sie die meiste Zeit in der U19 des Vereins, mit der Voll 2018 französische Vizemeisterin U19 wurde. Nach Ablauf ihres Vertrages im Mai 2019 verließ sie PSG mit dem Titel der französischen Pokalsiegerin, jedoch ohne ein offizielles Spiel für die A-Mannschaft bestritten zu haben.
Am 21. Mai 2019 gab der Frauen-Bundesligist SC Sand Volls Verpflichtung für zwei Jahre bekannt. Ihr Profidebüt gab sie am 13. Oktober 2019 mit dem 3:0-Ligasieg gegen den 1. FFC Frankfurt.
Nach einer Saison mit acht Ligaspielen und einem Einsatz im DFB-Pokal verließ Voll den SC Sand. Am 2. Juli 2020 gab der französische Division-1-Féminine-Klub Paris Saint-Germain die Verpflichtung von Voll bekannt. Sie unterschrieb einen Vertrag bis zum 30. Juni 2022. Am 16. Dezember 2020 bestritt Voll ihr erstes Champions-League-Spiel. Gegner war das Team von Górnik Lęczna, das mit 6:1 bezwungen wurde. Ihr erstes Pokalspiel bestritt Voll am 30. Januar 2021 gegen das Team von FC Fleury 91, das mit 0:2 besiegt wurde. 2021 wurde Voll mit Paris Saint-Germain französische Meisterin, der erste Meistertitel überhaupt für die Frauenmannschaft der Franzosen. 2022 stand Voll mit ihrem Team im Halbfinale der Champions League. Nach der abgelaufenen Saison 2021/22 kehrte Voll der französischen Hauptstadt erneut den Rücken zu und unterschrieb einen 1-Jahres Kontrakt bei SPG Altach/Vorderland. Am 11. April machte die SPG Altach/Vorderland die Vertragsverlängerung um zwei weitere Jahre mit Voll bekannt.
Bayer 04 Leverkusen verpflichtete Torhüterin Charlotte Voll 2023 vom österreichischen Bundesligisten SCR Altach.

### Nationalmannschaft
Voll ist ehemalige deutsche Jugendnationalspielerin und gehörte dem Kader der U20-Nationalmannschaft an, die bei der Weltmeisterschaft 2018 das Viertelfinale erreichte.